# دن مازر
دَن مازر (انگلیسی: Dan Mazer؛ زادهٔ ۴ اکتبر ۱۹۷۱) فیلم‌نامه‌نویس، تهیه‌کننده، کارگردان تلویزیونی، کمدین، تهیه‌کننده تلویزیونی، و کارگردان اهل بریتانیا است.
از فیلم‌ها یا برنامه‌های تلویزیونی که وی در آن نقش داشته‌است می‌توان به بورات، من آن را یک سال می‌دهم، بابابزرگ کثیف، و مهمانی کریسمس اداره اشاره کرد.